# Келци
Келци (хрв. Kelci) су насељено место у општини Вишњан, Истарска жупанија, Хрватска.

## Историја
До територијалне реорганизације у Хрватској били су у саставу старе општине Пореч. Као самостално насеље Келци постоје од пописа из 2011. године. Настао је одвајањем дела насеља Рафаели.

## Становништво
У попису становништва из 2011. године, Келци нису имали становника.